# Ваночо Бирингучо
Ваночо Бирингучо (на италиански: Vannoccio Biringuccio) е италиански металург и архитект, живял в периода на Късното Средновековие. Известен е предимно с труда си De la Pirotechnia, считана за първата публикувана в Европа книга за металургията.
В нея той изказва мнението си за алхимиците и основната концепция на труда им. Подобно на Леонардо да Винчи, Бирингучо е на мнение, че основното, което те се опитват да достигнат, е масовото производство на ценни и редки природни блага и с тази си цел се поставят наравно с природата и с божественото начало. Според него идеята за философския камък е плод на този „високомерен“ стремеж.
Считан за един от основните коментатори на дебата за изкуството и природата през 16 век, наред с Бенедето Варки и Бернар Палиси.